# Negritud
La Negritud (en francés Négritude), corresponde al movimiento político, ideológico y literario caribeño desarrollado durante la primera mitad del siglo XX; en él se reunieron escritores e intelectuales con el fin de levantar "un proyecto que intentó definir una identidad cultural y social de origen africano-francés para el Caribe, recogiendo la tradición negra y, simultáneamente, apropiándose de los lenguajes estéticos de la vanguardia para manifestarse", buscando de ese modo el reconocimiento de la identidad del hombre negro frente a las políticas metropolitanas de asimilación cultural, propias del sistema colonial al que estos autores se encontraban subordinados
El término negritud surge inicialmente como respuesta a una serie de problemas que deberán afrontar los estudiantes negros pertenecientes a la élite de las colonias francesa, quienes al momento de llegar a la Metrópoli franca para continuar con sus estudios se ven enfrentados a una realidad que los discrimina y señala como sujetos desclasados y oprimidos tanto por el sistema colonial francés como por la sociedad racista de la época; de este modo surgirá la publicación de diversas revistas entre las que destaca L’étudiant noir (El estudiante negro), boletín que circuló por el tiempo comprendido entre 1934 y 1936 y cuyos fundadores  Aimé Césaire, el senegalés Léopold Sédar Senghor y el francoguayanés Léon-Gontran Damas utilizarán como núcleo del movimiento cultural, político e ideológico. 
Por otro lado, la negritud es un movimiento de exaltación de los valores culturales de los pueblos negros. Es la base ideológica que impulsó el movimiento independentista en África. 
Se considera, en general, a René Maran (autor de Batouala) precursor de la negritud. Según la especialista en literatura negra Lilyan Kesteloot, fue en junio de 1932, con la publicación de Légitime défense por un grupo de estudiantes (Étienne Léro, René Ménil y otros activistas marxistas) que se formó la negritud. 
El nacimiento de este concepto y el de la revista Présence Africaine (1947) de modo simultáneo en Dakar y París tendrá un efecto explosivo. Reúne a jóvenes intelectuales negros de todas partes del mundo y consigue que a él se unan intelectuales franceses como Jean Paul Sartre, quien definirá la negritud como la negación de la negación del hombre negro.
Según Senghor, la negritud es el conjunto de valores culturales de África negra. Para Césaire, esta palabra designa en primer lugar el rechazo. Rechazo ante la asimilación cultural; rechazo de una determinada imagen del negro tranquilo, incapaz de construir una civilización. Lo cultural está por encima de lo político.
"La Negritud tuvo su periodo de gloria hasta 1960, cuando surgió contra ella un movimiento de reacción, considerándola anacrónica e inoperante en su vertiente senghoriana, demasiado teórica y exageradamente idealista". De este modo, algunos escritores negros o criollos criticaron el concepto al considerar que era demasiado simplificador: El tigre no declara su tigritud. Salta sobre su presa y la devora (Wole Soyinka). El propio Césaire se apartó del término al considerarlo casi racista. Se trató de un concepto que se elaboró en un momento en el que las élites intelectuales indígenas de raza negra, tanto antillanas como africanas, se encontraban en la metrópoli. Tenían unos puntos en común bastante difusos (color de piel, idioma colonizador) y sobre los que no resultaba sencillo establecer vínculos. De hecho, algunos autores opinan que relaciones de amistad personal fueron lo que más contribuyó a forjar unas identidades comunes.
En los años sesenta, Aimé Césaire consideraba que la palabra "negritud" corría el riesgo de convertirse en una "noción de división" cuando no se la situaba en su contexto histórico de los años treinta y cuarenta.